# Nunchía
Nunchía est une municipalité située dans le département de Casanare, en Colombie.

## Personnalités liées à la municipalité
- Salvador Camacho (1827-1900) : économiste et homme politique né à Nunchía.